# Zinaida Ivanovna Jusupovová
Zinaida Ivanovna Jusupovová, rozená Naryškinová (rusky Зинаида Ивановна Юсупова, 2. listopadujul./ 14. listopadu 1809greg., Moskva – 16. října 1893, Paříž) byla ruská šlechtična z rodu Naryškinů, provdaná Jusupovová. Byla dvorní dámou u carského dvora v Petrohradu.
Podílela se na architektonických úpravách nejméně tří petrohradských budov. Jako milovnice novobarokního slohu se podílela na návrhu interiérů Mojského paláce a přičinila se o výstavbu svého Litějného paláce na Litějném prospektu jihovýchodně od stejnojmenného mostu přes Něvu a na projektu své vily v Carském Selu.

## Život

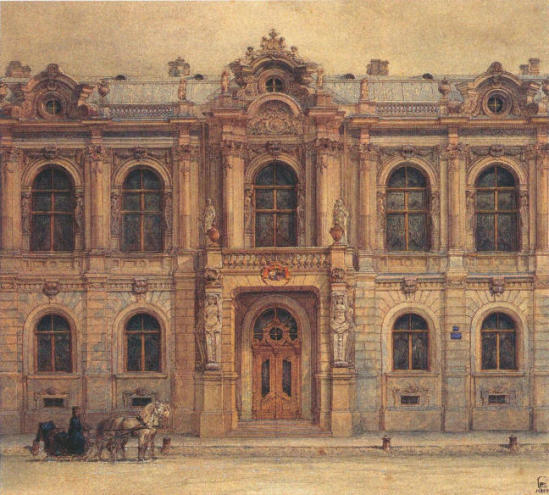
Vasilij Sadovnikov 1866: Litějnyj dom v centru Petrohradu

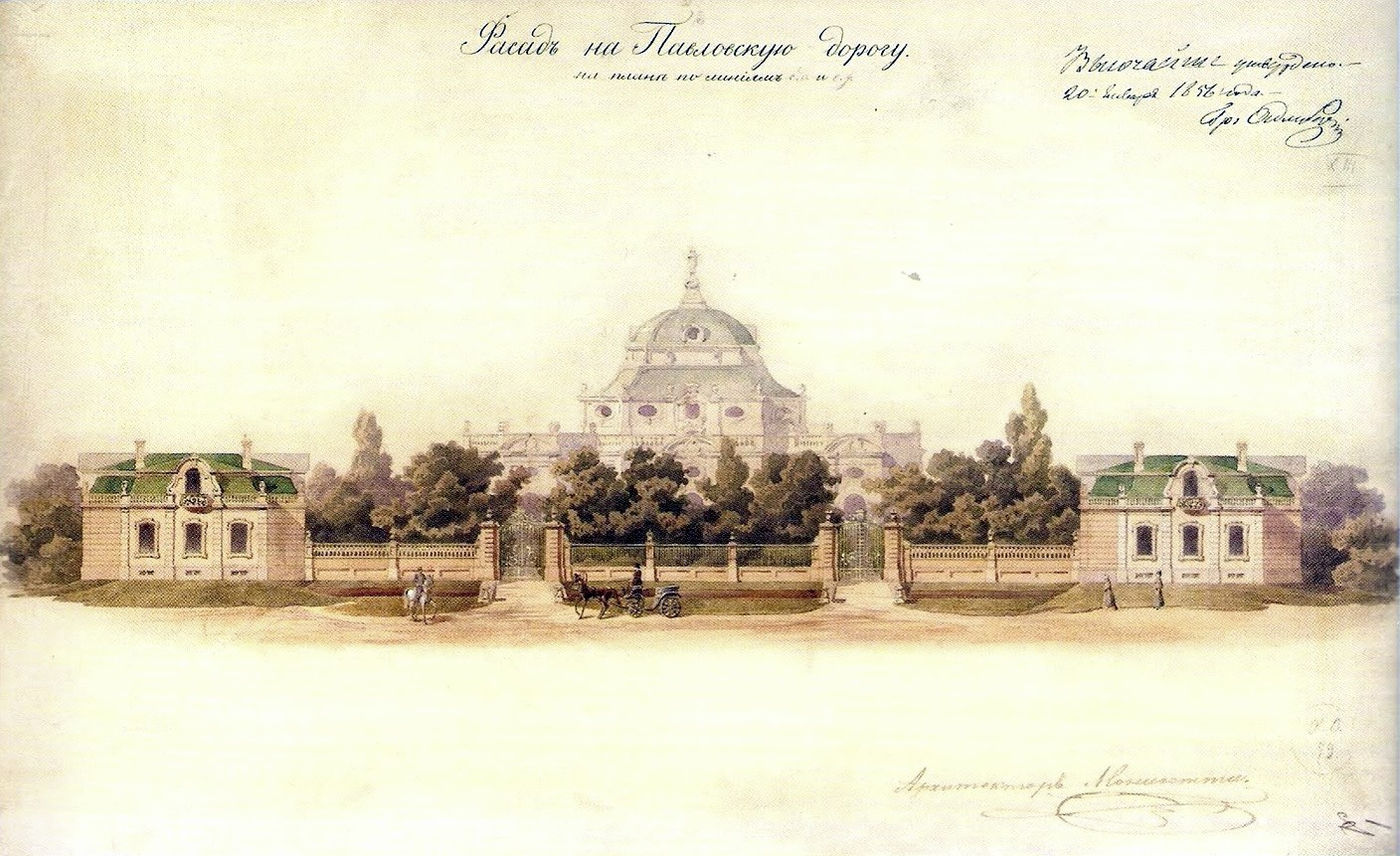
Vila kněžny Jusupovové v Carském Selu, Ippolito Monighetti, 1856

Zinaida se narodila 2. listopadu 1809 jako dcera carského komorníka Ivana Dmitrijeviče Naryškina (1776–1848) a jeho manželky Varvary Nikolajevny Ladomirské (1785–1840) a byla pokřtěna 13. listopadu. Zinaidě a jejímu bratru Dmitrijovi (1812–1866) se dostalo skvělého vychování a vzdělání od soukromých učitelů. Zinaida se zajímala hlavně o umění.
Dvorní dáma Zinaida a její budoucí manžel, kníže Boris Nikolajevič Jusupov (1794–1849),  se seznámili v roce 1826 v Moskvě při korunovaci Mikuláše I. Šestnáctiletá dívka byla obdivovaná pro svou krásu, kdežto 32letý kníže byl v té doby již šest let vdovcem. Zinaidini rodiče knížete Borise navzdory jeho bohatství a titulům zpočátku odmítali, ale jeho vytrvalost nakonec byla odměněna. 11. listopadu 1826 se konaly zásnuby a v lednu následujícího roku svatba v Moskvě.
Pro mladou paní však manželský život v Petrohradě nebyl šťastný. 12. října 1827 se zde narodil jejich syn Nikolaj a brzy nato se narodila mrtvá holčička. Poté se pár vzájemně odcizil a kníže Boris začal vyhledávat milenky.
Kolem roku 1829 Zinaidina krása a jiskřivý duch okouzlily samotného cara Mikuláše a v roce 1830 začal její milostný vztah s gardistou Nikolajem Andrejevičem Žervéem, který byl podobného věku jako ona. Mladý důstojník však byl zraněn během ozbrojeného střetu v Čečensku a v létě 1841 zemřel.
Po smrti svého manžela Zinaida odcestovala do Francie, kde se v roce 1850 seznámila s o dvacet let mladším důstojníkem Louisem Charlesem Honorém de Chauveau. 7. května 1861 se za něj provdala ve svém petrohradském Litějném domě. Sňatek však způsobil značný rozruch u dvora v Petrohradě, který Zinaida musela vyřešit penězi; koupila pro svého druhého manžela tituly Comte a Markýz de Serres.

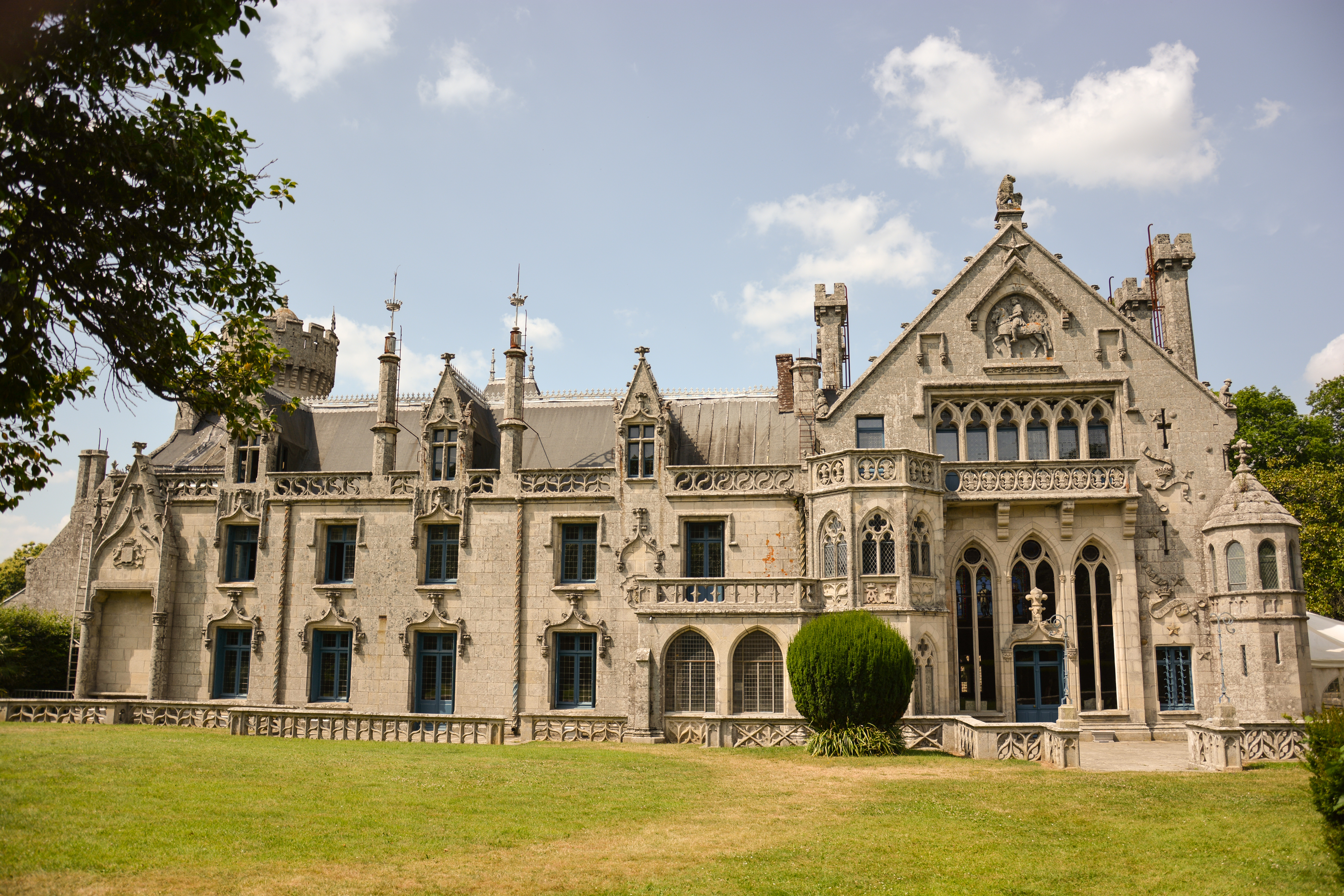
Château de Kériolet

Pár si poté v roce 1862 koupil zámek Kériolet v bretonské obci Concarneau a rozšířil jej na přepychovou rezidenci. Po smrti svého druhého manžela Zinaida palác darovala obci a přestěhovala se do Paříže.
V roce 1893 se chytala na cestu z Paříže do své staré vlasti, zemřela však ještě předtím. Podle závěti byly její ostatky přeneseny do Petrohradu a pohřbeny na hřbitově Sergeje Radoněžského v přímořském klášteře sv. Sergije.
„Bujný život“ své prababičky ve svých Pamětech zmiňuje kníže Felix Jusupov.

## Galerie

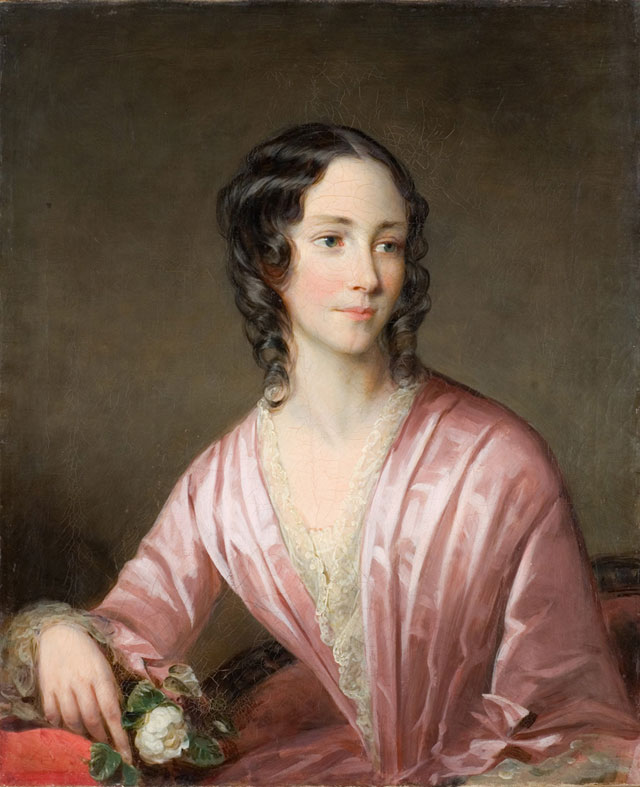
Zinaida Ivanovna Jusupovová od Christiny Robertsonové
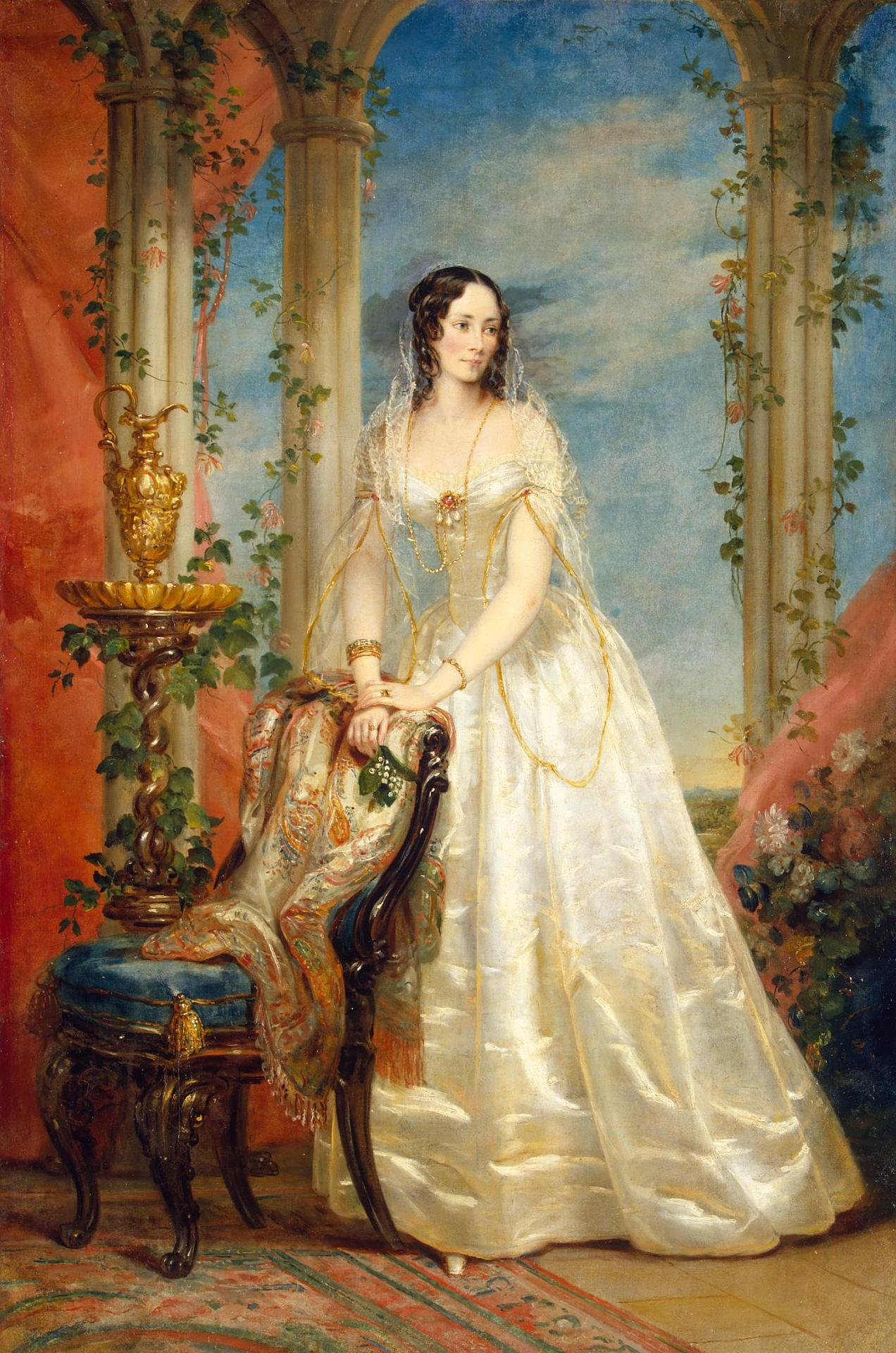
Zinaida Ivanovna Jusupovová od Christiny Robertsonové
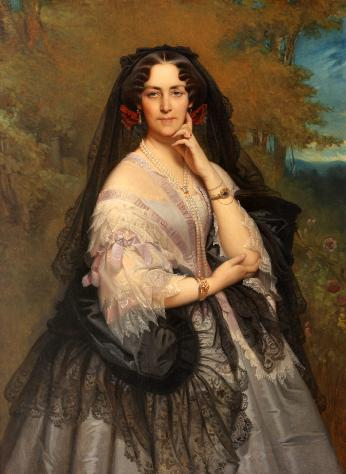
Zinaida Jusupovová v roce 1858, Franz Xaver Winterhalter